# قائمة إصدارات الطوابع البريدية في عجمان (1966)
الكثير من الطوابع التي أصدرت في إمارة عجمان تصنف ضمن طوابع الكثبان الرملية. طبعت هذه الطوابع بكثرة في الستينيات وأوائل السبعينيات من القرن الماضي، وتكاد تكون عديمة القيمة اليوم.
وجد فينبار كيني وهو رجل أعمال أمريكي ومن هواة جمع الطوابع الفرصة لإنشاء عدد من الإصدارات من الطوابع التي تستهدف سوق جامعي الطوابع المربح. وقد أبرم في عام 1964 اتفاقات مع إمارات الخليج العربي لإصدار طوابع، ومن بينها إمارة عجمان. حملت هذه الطوابع مصورا ذات ألوان وأشكال صارخة وليس لها صلة فعلية بالإمارات.
كان بيع الطوابع البريدية لفترة قصيرة تجارة مربحة للإمارات، حيث كان لمعظم الإمارات القليل من مصادر الدخل، باستثناء إمارة أبو ظبي، التي توفر فيها إنتاج النفط منذ عام 1965. ومع ذلك، انخفضت الإيرادات التي تصل إلى 70 ألف جنيه إسترليني للإمارات الأفقر إلى 30 ألف جنيه إسترليني مع التشبع الحتمي للسوق. شكل بيع الطوابع بحلول عام 1966 المصدر الرئيسي لدخل الإمارات المتصالحة الشمالية.
أدى انتشارها في النهاية إلى تقليل قيمتها، ولهذا السبب، فإن العديد من الكتالوجات الشعبية اليوم لا تدرجها حتى.
اتهم فينبار كيني بالتورط في قضية رشوة في الولايات المتحدة بسبب تعاملاته مع حكومة جزر كوك. انتهت ترتيبات فينبار كيني عندما توحدت الإمارات العربية المتحدة في ديسمبر 1971.
هذه قائمة إصدارات الطوابع البريدية في عجمان لعام 1966، أصدرت عدة إصدارات، أبرزها الإصدارات التالية.

## إصدارات المعرض الدولي للطوابع
وشحت طوابع إصدارات معرض الذكرى المئوية لكتالوج ستانلي جيبونز الصادرة عام 1965 بتوشيح لمناسبة المعرض الدولي للطوابع الذي أقيم في القاهرة، مصر، وقد توفرت الطوابع بإصدار مخرم وإصدار غير مخرم:
| # | تاريخ الإصدار | الوصف | صورة الإصدار المخرم | صورة الإصدار غير المخرم | القيمة      |
| - | ------------- | --- | ------------------- | ----------------------- | ----------- |
| 1 | 2 يناير 1966  | طابع ملون تظهر عليه صورة دليل طوابع ستانلي جيبونز وطابع الإسكندرية المؤقت الصادر عن مدير البريد، المعروف بـ"الفتى الأزرق"، مع توشيح بمناسبة الإصدار. |                     |                         | 5 بيزات     |
| 2 | 2 يناير 1966  | طابع ملون تظهر عليه صورة الزئبق الأحمر (طابع جريدة) مع صورة دليل طوابع إليزابيث، مع توشيح بمناسبة الإصدار.                                           |                     |                         | 10 بيزات    |
| 3 | 2 يناير 1966  | طابع ملون تظهر فيه صورة طابع غيانا البريطانية 1 سنت ماجنتا مع صورة دليل طوابع ستانلي جيبونز، مع توشيح بمناسبة الإصدار.                               |                     |                         | 15 بيزة     |
| 4 | 2 يناير 1966  | طابع ملون تظهر فيه صورة طابع كندا 12 بنس أسود مع صورة دليل طوابع إليزابيث، مع توشيح بمناسبة الإصدار.                                                 |                     |                         | 25 بيزة     |
| 5 | 2 يناير 1966  | طابع ملون تظهر فيه صورة طوابع مبشري هاواي مع صورة دليل طوابع ستانلي جيبونز، مع توشيح بمناسبة الإصدار.                                                |                     |                         | 50 بيزة     |
| 6 | 2 يناير 1966  | طابع ملون تظهر فيه صورة طوابع مكتب بريد موريشيوس مع صورة دليل طوابع ستانلي جيبونز، مع توشيح بمناسبة الإصدار.                                         |                     |                         | روبية واحدة |
| 7 | 2 يناير 1966  | طابع ملون تظهر فيه صورة طابع جنيف المزدوج مع صورة دليل طوابع ستانلي جيبونز، مع توشيح بمناسبة الإصدار.                                                |                     |                         | 3 روبيات    |
| 8 | 2 يناير 1966  | طابع ملون تظهر فيه صورة طابع تسكانة (1860) مع صورة دليل طوابع ستانلي جيبونز، مع توشيح بمناسبة الإصدار.                                               |                     |                         | 5 روبيات    |

وتوفر منها بطاقات تذكارية تحتوي كل منها على 4 طوابع:

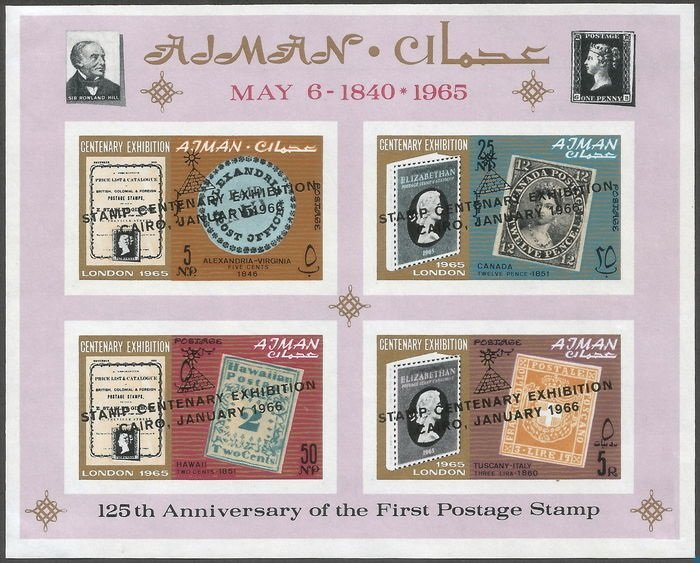
بطاقة غير مخرمة
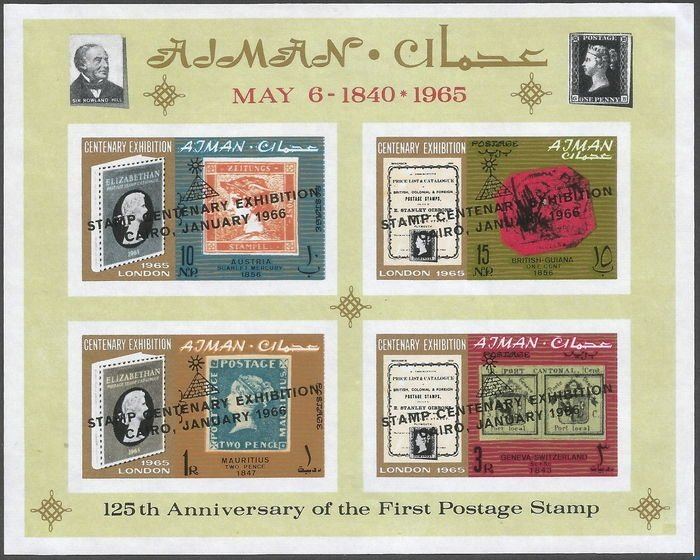
بطاقة غير مخرمة

## إصدارات ونستون تشرشل
أصدرت عدة طوابع تحتفي بونستون تشرشل الذي توفي في 24 يناير 1965:
| # | تاريخ الإصدار | الوصف                                                                                            | صورة الإصدار المخرم | صورة الإصدار غير المخرم | القيمة        |
| - | ------------- | ------------------------------------------------------------------------------------------------ | ------------------- | ----------------------- | ------------- |
| 1 | 22 يناير 1966 | طابع ملون تظهر عليه صورة ونستون تشرشل وصورة جسر البرج في لندن.                                   |                     |                         | 25 بيزة       |
| 2 | 22 يناير 1966 | طابع ملون تظهر عليه صورة ونستون تشرشل وصورة قصر بكنغهام.                                         |                     |                         | 50 بيزة       |
| 3 | 22 يناير 1966 | طابع ملون تظهر عليه صورة ونستون تشرشل وصورة قصر بلاينهايم.                                       |                     |                         | 75 بيزة       |
| 4 | 22 يناير 1966 | طابع ملون تظهر عليه صورة ونستون تشرشل وصورة المتحف البريطاني.                                    |                     |                         | روبية واحدة   |
| 5 | 22 يناير 1966 | طابع ملون تظهر عليه صورة ونستون تشرشل وصورة كاتدرائية القديس بولس.                               |                     |                         | روبيتان       |
| 6 | 22 يناير 1966 | طابع ملون تظهر عليه صورة ونستون تشرشل وصورة المعرض الوطني وكنيسة سانت مارتن إن ذا فيلدز في لندن. |                     |                         | 3 روبيات      |
| 7 | 22 يناير 1966 | طابع ملون تظهر عليه صورة ونستون تشرشل وصورة كنيسة القديس بطرس الكلية في وستمنستر.                |                     |                         | 5 روبيات      |
| 8 | 22 يناير 1966 | طابع ملون تظهر عليه صورة ونستون تشرشل وصورة قصر وستمنستر (برلمان المملكة المتحدة).               |                     |                         | 7 روبيات ونصف |

كما توفرت بطاقات تذكارية:

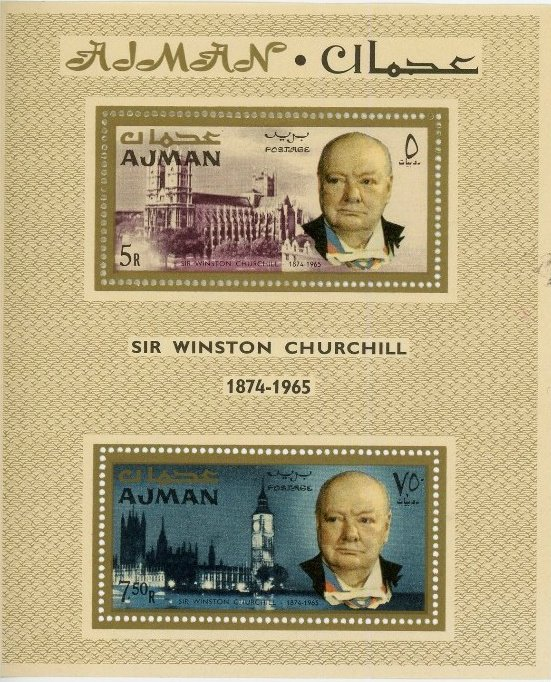
بطاقة تذكارية فيها صورة طابعين من الإصدار، وهما الطابع بقيمة 5 روبيات والطابع بقيمة 7 روبيات ونصف
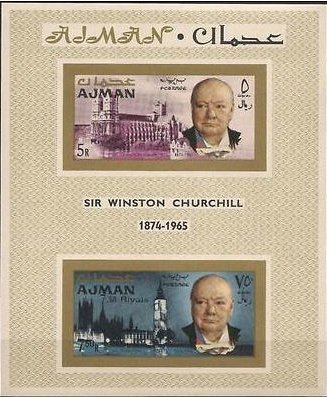
بطاقة تذكارية عدلت قيمتها بعد تغيير القيمة إلى الريال

## إصدارات إنجازات استكشاف الفضاء
أصدرت مجموعة من الطوابع تحمل صور تمثل إنجازات استكشاف الفضاء:
| # | تاريخ الإصدار | الوصف                                                                                            | صورة الإصدار المخرم | صورة الإصدار غير المخرم | القيمة     |
| - | ------------- | ------------------------------------------------------------------------------------------------ | ------------------- | ----------------------- | ---------- |
| 1 | 23 يوليو 1966 | طابع ملون تظهر فيه صورة صاروخ أطلس                                                               |                     |                         | بيزة واحدة |
| 2 | 23 يوليو 1966 | طابع ملون تظهر فيه صورة تمثل التقاء مركبتي جمناي الفضائيتين                                      |                     |                         | 3 بيزات    |
| 3 | 23 يوليو 1966 | طابع ملون تظهر فيه صورة تمثل تجربة بذلة فضاء جمناي                                               |                     |                         | 5 بيزات    |
| 4 | 23 يوليو 1966 | طابع ملون تظهر فيه صورة تمثل إدوارد هيغنز وايت وهو يتجول خارج المركبة الفضائية ضمن مشروع جمناي 4 |                     |                         | 10 بيزات   |
| 5 | 23 يوليو 1966 | طابع ملون تظهر فيه صورة الكرة الأرضية وصورة إدوارد هيغنز وايت وجيمس ماكديفيت                     |                     |                         | 15 بيزة    |
| 6 | 23 يوليو 1966 | طابع ملون تظهر فيه صورة تمثل إدوارد هيغنز وايت وهو يتجول خارج المركبة الفضائية ضمن مشروع جمناي 4 |                     |                         | 25 بيزة    |

كما أصدرت مجموعة أخرى من الطوابع بقيم أعلى وهي معدة للاستخدام بالبريد الجوي:
| #  | تاريخ الإصدار | الوصف                                                                                            | صورة الإصدار المخرم | صورة الإصدار غير المخرم | القيمة      |
| -- | ------------- | ------------------------------------------------------------------------------------------------ | ------------------- | ----------------------- | ----------- |
| 7  | 23 يوليو 1966 | طابع ملون تظهر فيه صورة صاروخ أطلس                                                               |                     |                         | 50 بيزة     |
| 8  | 23 يوليو 1966 | طابع ملون تظهر فيه صورة الكرة الأرضية وصورة إدوارد هيغنز وايت وجيمس ماكديفيت                     |                     |                         | روبية واحدة |
| 9  | 23 يوليو 1966 | طابع ملون تظهر فيه صورة تمثل إدوارد هيغنز وايت وهو يتجول خارج المركبة الفضائية ضمن مشروع جمناي 4 |                     |                         | 3 روبيات    |
| 10 | 23 يوليو 1966 | طابع ملون تظهر فيه صورة تمثل التقاء مركبتي جمناي الفضائيتين                                      |                     |                         | 5 روبيات    |

وقد أصدرت أيضا معها بطاقات تذكارية:

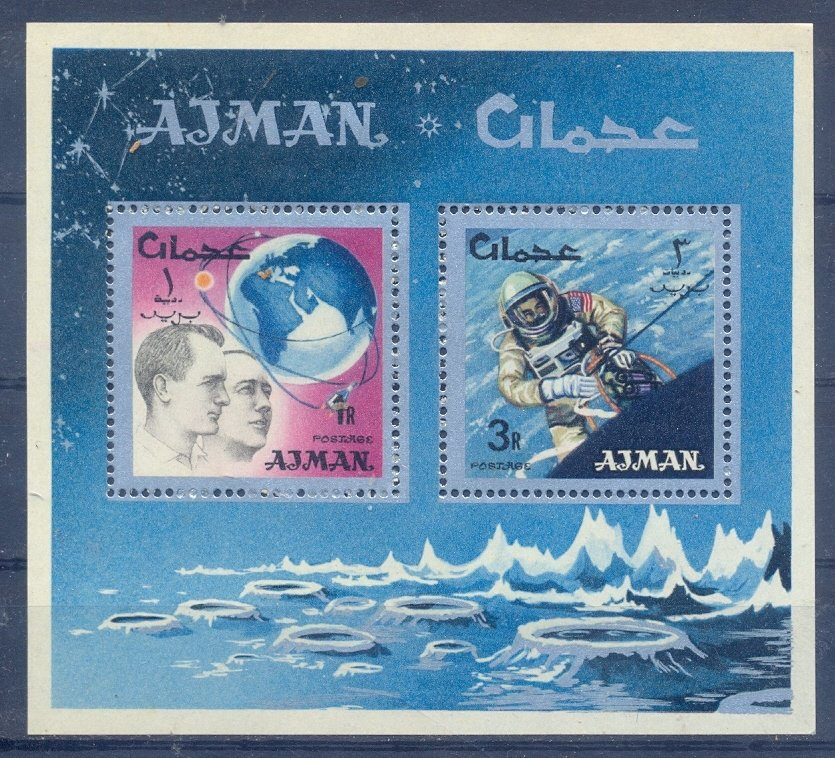
بطاقة مخرمة
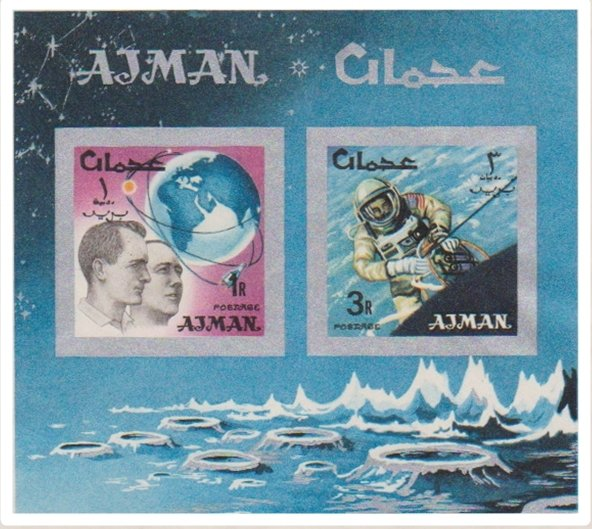
بطاقة غير مخرمة

كما أعيد إصدار الطوابع بعد تغيير العملة من الروبية الخليجية إلى ريال قطر ودبي بتوشيح الطوابع. وقد كان ريال قطر ودبي العملة الرسمية التي تم تداولها في كل من قطر ودبي وبقية الإمارات باستثناء إمارة أبو ظبي من تاريخ 18 سبتمبر 1966 إلى 19 مايو 1973. وكان مجلس نقد قطر ودبي هو مركز الإصدار لهذه العملة.
| #  | تاريخ الإصدار | الوصف                                                                                            | صورة الإصدار المخرم | صورة الإصدار غير المخرم | القيمة السابقة | القيمة الجديدة |
| -- | ------------- | ------------------------------------------------------------------------------------------------ | ------------------- | ----------------------- | -------------- | -------------- |
| 1  | 1966          | طابع ملون تظهر فيه صورة صاروخ أطلس                                                               |                     |                         | بيزة واحدة     | درهم واحد      |
| 2  | 1966          | طابع ملون تظهر فيه صورة تمثل التقاء مركبتي جمناي الفضائيتين                                      |                     |                         | 3 بيزات        | 3 دراهم        |
| 3  | 1966          | طابع ملون تظهر فيه صورة تمثل تجربة بذلة فضاء جمناي                                               |                     |                         | 5 بيزات        | 5 دراهم        |
| 4  | 1966          | طابع ملون تظهر فيه صورة تمثل إدوارد هيغنز وايت وهو يتجول خارج المركبة الفضائية ضمن مشروع جمناي 4 |                     |                         | 10 بيزات       | 10 دراهم       |
| 5  | 1966          | طابع ملون تظهر فيه صورة الكرة الأرضية وصورة إدوارد هيغنز وايت وجيمس ماكديفيت                     |                     |                         | 15 بيزة        | 15 درهما       |
| 6  | 1966          | طابع ملون تظهر فيه صورة تمثل إدوارد هيغنز وايت وهو يتجول خارج المركبة الفضائية ضمن مشروع جمناي 4 |                     |                         | 25 بيزة        | 25 درهما       |
| 7  | 1966          | طابع ملون تظهر فيه صورة صاروخ أطلس                                                               |                     |                         | 50 بيزة        | 50 درهما       |
| 8  | 1966          | طابع ملون تظهر فيه صورة الكرة الأرضية وصورة إدوارد هيغنز وايت وجيمس ماكديفيت                     |                     |                         | روبية واحدة    | ريال واحد      |
| 9  | 1966          | طابع ملون تظهر فيه صورة تمثل إدوارد هيغنز وايت وهو يتجول خارج المركبة الفضائية ضمن مشروع جمناي 4 |                     |                         | 3 روبيات       | 3 ريالات       |
| 10 | 23 يوليو 1966 | طابع ملون تظهر فيه صورة تمثل التقاء مركبتي جمناي الفضائيتين                                      |                     |                         | 5 روبيات       | 5 ريالات       |

كما وشحت البطاقات التذكارية الصادرة مع هذا الإصدار بالعملة الجديدة، وقد توفر منها إصدار مخرم وإصدار غير مخرم